# Lidija Mizinova
Lidija S. Mizinova (em russo:  Ли́дия Мизи́нова ; 1870 - Paris, 5 de fevereiro de 1937), também conhecida pelo diminutivo "Lika", foi uma amiga e inspiradora de figuras dos dramas de Anton Tchecov. Era professora do liceu (de russo) e uma amiga de Marija Cechov, tornando-se frequentadora da casa de Tchecov por volta de 1891. "De uma beleza pouco comum", teve um relacionamento com Tchecov, se bem que passageiro. Numa tentativa de provocar o ciúme de Tchecov, Lidija relaciona-se com o pintor e amigo de Tchecov, Isaak Levitan (ele próprio já comprometido com Sofja Kuvsinnikova, 14 anos mais velha do que ele), o mesmo por quem Marija Cechov teve uma paixão. Na companhia de Levitan, Mizinova vai visitar Tchecov à sua residência em Melichovo. Aparentemente (segundo Leonid Grossman), Tchecov sentia-se atraído por ela mas não desejava romper com as barreiras e comprometer-se definitivamente.

## Os nervos
Na obra de Tchecov de 1892, "Os nervos", Lidija aparece retratada na figura do romance "Olga". Quando o livro saiu deu azo a muitas conversas em Moscovo sobre a autenticidade das personagens. Isaak Levitan rompeu por algum tempo as relações com Tchecov.

## 1893
Em 1893, Lika Mizinova descobre que Tchecov tem uma relação com a atriz Lidija Javorskaja. Desagradada, decide-se por um novo amante, o escritor Ignatij Potapenko (casado e com filhos) com quem foge. Vão viver para França, onde pretende estudar canto.
Na Suíça (francesa), dá à luz um filho de Potapenko, o qual já a tinha deixado e regressado para a sua mulher na Rússia.
De Montreux, Lika escreve tristes cartas a Tchecov, com acusações, muita amargura e solidão.  

## A Gaivota
Em A Gaivota, Lika é imortalizada na figura de Nina.